# Tricomicets

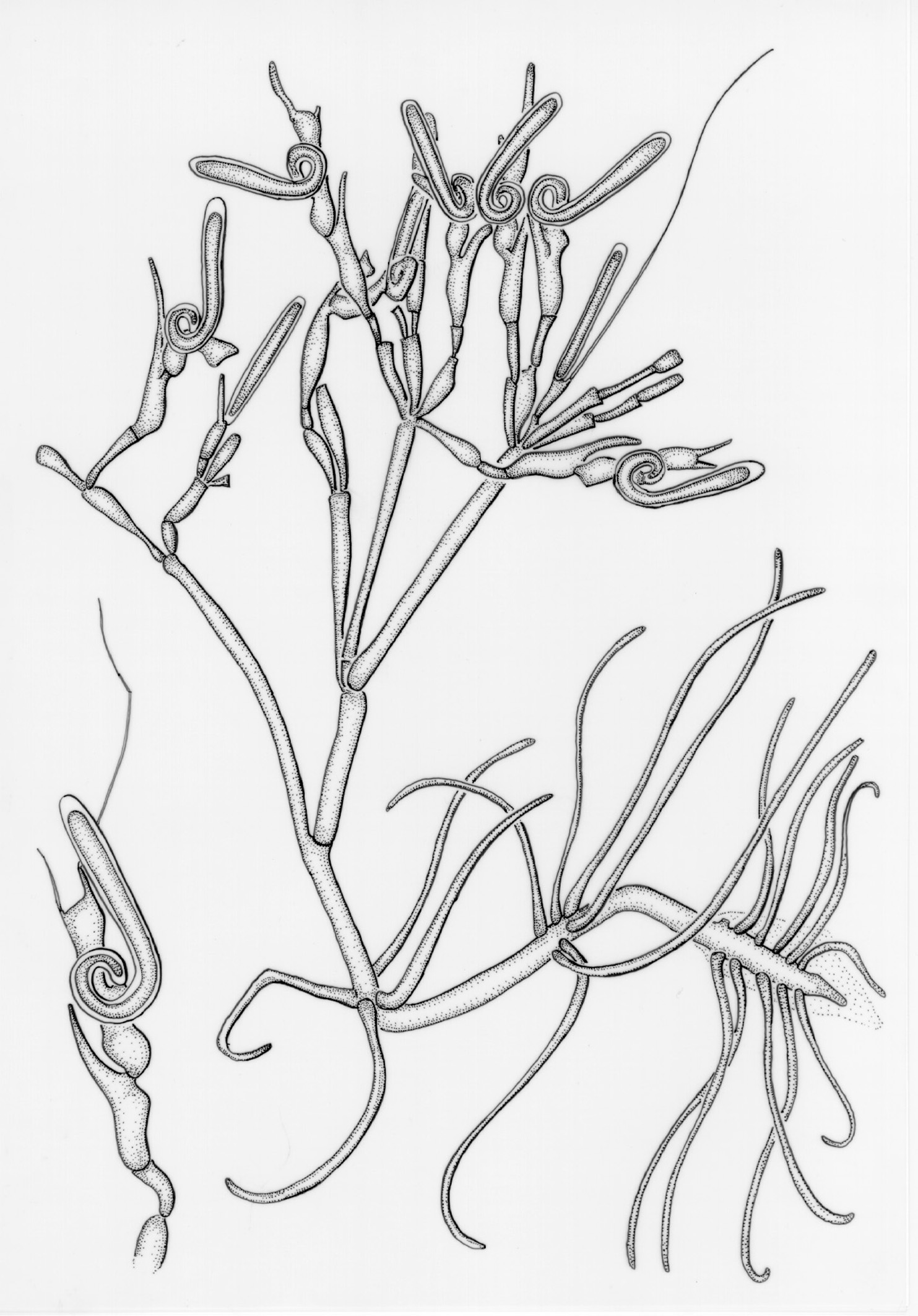
Orphella catalaunica, tricomicet endosimbiont de Plecòpters (Nemouridae) amb triccòspores i zigòspores

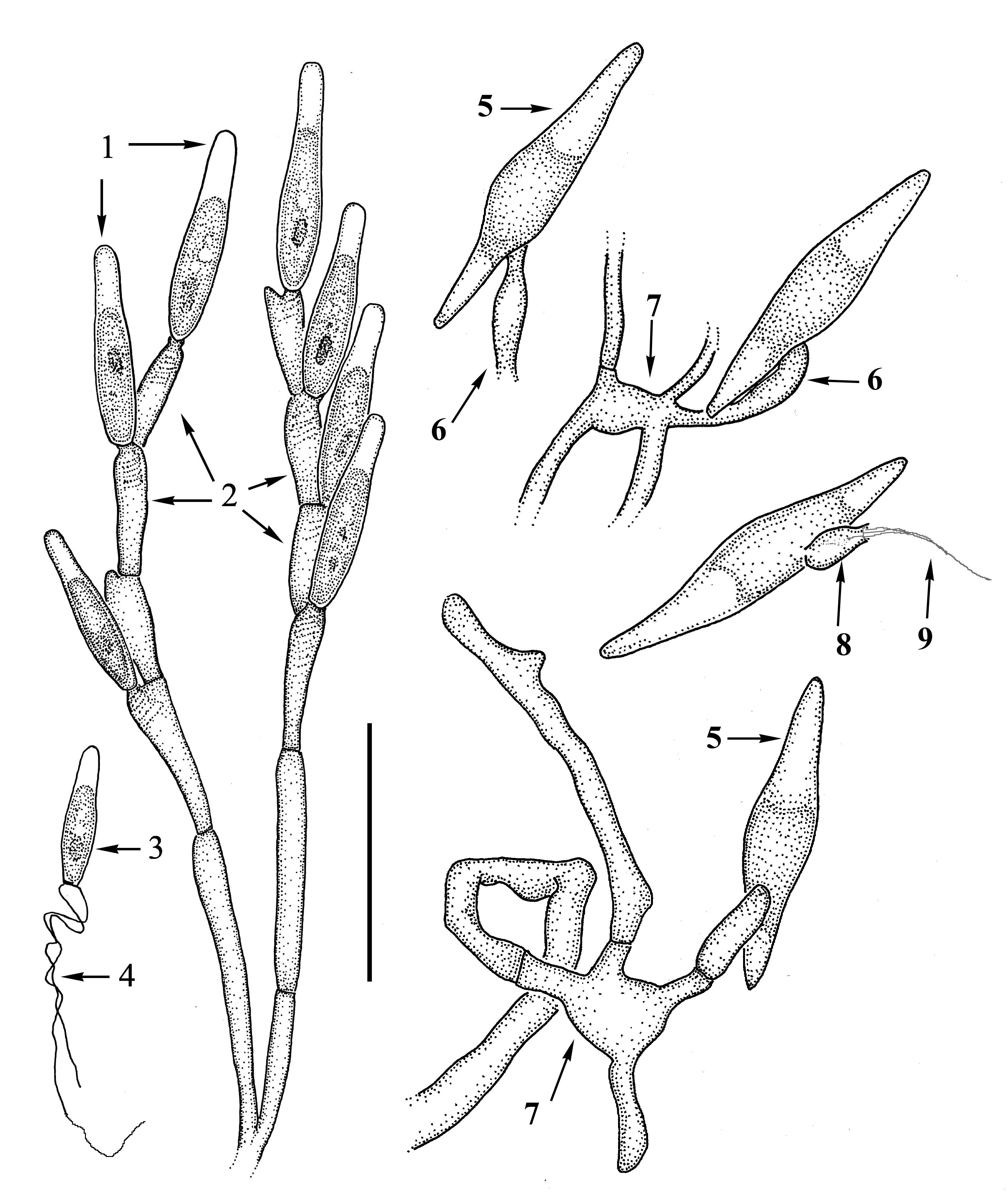
Legeriomyces ramosus, Harpellales, en tub digestiu de Baetis sp. (Baetidae, Ephemeroptera)

Els tricomicets (Trichomycetes) constitueixen un grup ecològicament compacte (Lichtwardt 1986), si bé és manifestament polifilètic, i engloba fongs kickxel·lomicots i protozous (Mezomycetozoea) que han evolucionat paral·lelament establint el seu nínxol ecològic en el tracte digestiu d'artròpodes, on es nodreixen de les partícules que el travessen per a ésser expulsades per l'anus. El grup més diversificat és el de les harpel·lals, fongs filamentosos que es troben bàsicament a l'interior de larves aquàtiques d'insectes (especialment efemeròpters, plecòpters i dípters). Algunes espècies poden infectar femelles adultes de dípters i ésser transportades en forma de cists ovàrics, actuant en aquesta fase com a paràsits. Tot i això, la relació més estesa entre aquests fongs i artròpodes és de tipus comensalista, o bé de mutualisme en condicions d'estrès ambiental.
Dels quatre ordres que en la taxonomia clàssica integraven la classe Trichomycetes (Lichtwardt, 1986), precisament aquells que van inspirar el nom de la classe, Eccrinals i també les peculiars Amoebidials, han estat relacionades amb els protozous. Tot i això, segueixen essent objecte d'estudi dels micòlegs per raons històrico-pràctiques, juntament amb els harpel·lals i els asel·larials.

## Característiques
El tal·lus dels tricomicets està format per cèl·lules més o menys allargades, en nombre molt variable (des d'una a més de cinquanta), que es disposen en estructures filamentoses, simples (en el cas dels harpel·lals de la família de les harpel·làcies, i dels eccrinals) o ramificades (en el cas de les harpel·lals de la família legeriomicetàcies, i dels asel·larials). Els eccrinals tenen un tal·lus enterament cenocític, sense septes, llevat del moment en què es formen parets internes per produir espores. Les asel·larials i harpel·lals ramificades, de major complexitat estructural, presenten septes localitzats, de manera quasi exclusiva, a la base de les branques i delimitant les cèl·lules productores d'esporangis (les anomenades cèl·lules generatives) i les tricòspores. Les harpel·làcies, d'altra banda, presenten septes entre les cèl·lules generatives i entre aquestes i les tricòspores. Tots els tricomicets, quan són immadurs, presenten hifes cenocítiques, com passa en molts fongs durant els primers estadis de desenvolupament
Els septes dels harpel·lals i d'alguns asel·larials són perforats, amb un porus central lenticular que esdevé obstruït per material opac al TEM (microscopi electrònic de transmissió). La paret del septe és contínua amb la paret cel·lular interna del tal·lus, i es bifurca tot rodejant el porus central. Aquest tipus de septe, anomenat harpèl·lid, és exclusiu dels tricomicets, i difereix dels septes d'altres fongs superiors, tot i que pot recordar els septes tipus dolípor d'alguns basidiomicots.
Els tal·lus creixen fixats a la membrana interna de l'intestí mitjançant un element de fixació o holdfast (de l'anglès "cinturó de subjecció"), que es desenvolupa durant els estadis següents a l'expulsió de l'esporangiòspora al medi intraintestinal. La funció d'ancoratge pot ésser desenvolupada directament per aquesta estructura acel·lular rígida, secretada per la cèl·lula basal. Tanmateix, trobem algunes espècies d'harpel·lals on és la mateixa cèl·lula basal l'encarregada de la fixació (en aquest cas, podem parlar de cèl·lula-holdfast), adoptant formes especialitzades per desenvolupar aquesta funció, sense secretar, aparentment, cap substància cimentant.
Els tricomicets es reprodueixen asexualment mitjançant esporangiòspores (eccrinals), esporangis caducs apendiculats (= tricòspores, en harpel·lals), artròspores (asel·larials), o sexualment amb la producció de zigòspores, observades en harpel·lals i asellariales).

## Sistemàtica
- Ordre Asellariales
  - Família Asellariaceae
    - Gènere Asellaria
    - Gènere Baltomyces
    - Gènere Orchesellaria
- Ordre Eccrinales
  - Família Eccrinaceae
    - Gènere Alacrinella
    - Gènere Arundinula
    - Gènere Astreptonema
    - Gènere Eccrinidus
    - Gènere Eccrinoides
    - Gènere Enterobryus
    - Gènere Enteromyces
    - Gènere Enteropogon
    - Gènere Leidyomyces
    - Gènere Paramacrinella
    - Gènere Passalomyces
    - Gènere Ramacrinella
    - Gènere Taeniella
    - Gènere Taeniellopsis

  - Família Palavasciaceae
    - Gènere Palavascia

  - Família Parataeniellaceae
    - Gènere Lajasiella
    - Gènere Parataeniella
- Ordre Harpellales
  - Família Harpellaceae
    - Gènere Carouxella
    - Gènere Harpella
    - Gènere Harpellomyces
    - Gènere Stachylina
    - Gènere Stachylinoides

  - Família Legeriomycetaceae
    - Gènere Allantomyces
    - Gènere Austrosmittium
    - Gènere Bojamyces
    - Gènere Capniomyces
    - Gènere Caudomyces
    - Gènere Coleopteromyces
    - Gènere Ejectosporus
    - Gènere Furculomyces
    - Gènere Gauthieromyces
    - Gènere Genistelloides
    - Gènere Genistellospora
    - Gènere Glotzia
    - Gènere Graminella
    - Gènere Graminelloides
    - Gènere Lancisporomyces
    - Gènere Legerioides
    - Gènere Legeriomyces
    - Gènere Legeriosimilis
    - Gènere Orphella
    - Gènere Pennella
    - Gènere Plecopteromyces
    - Gènere Pseudoharpella
    - Gènere Pteromaktron
    - Gènere Simuliomyces
    - Gènere Smittium
    - Gènere Spartiella
    - Gènere Stipella
    - Gènere Trichozygospora
    - Gènere Zygopolaris